# Dorfkirche Krahne

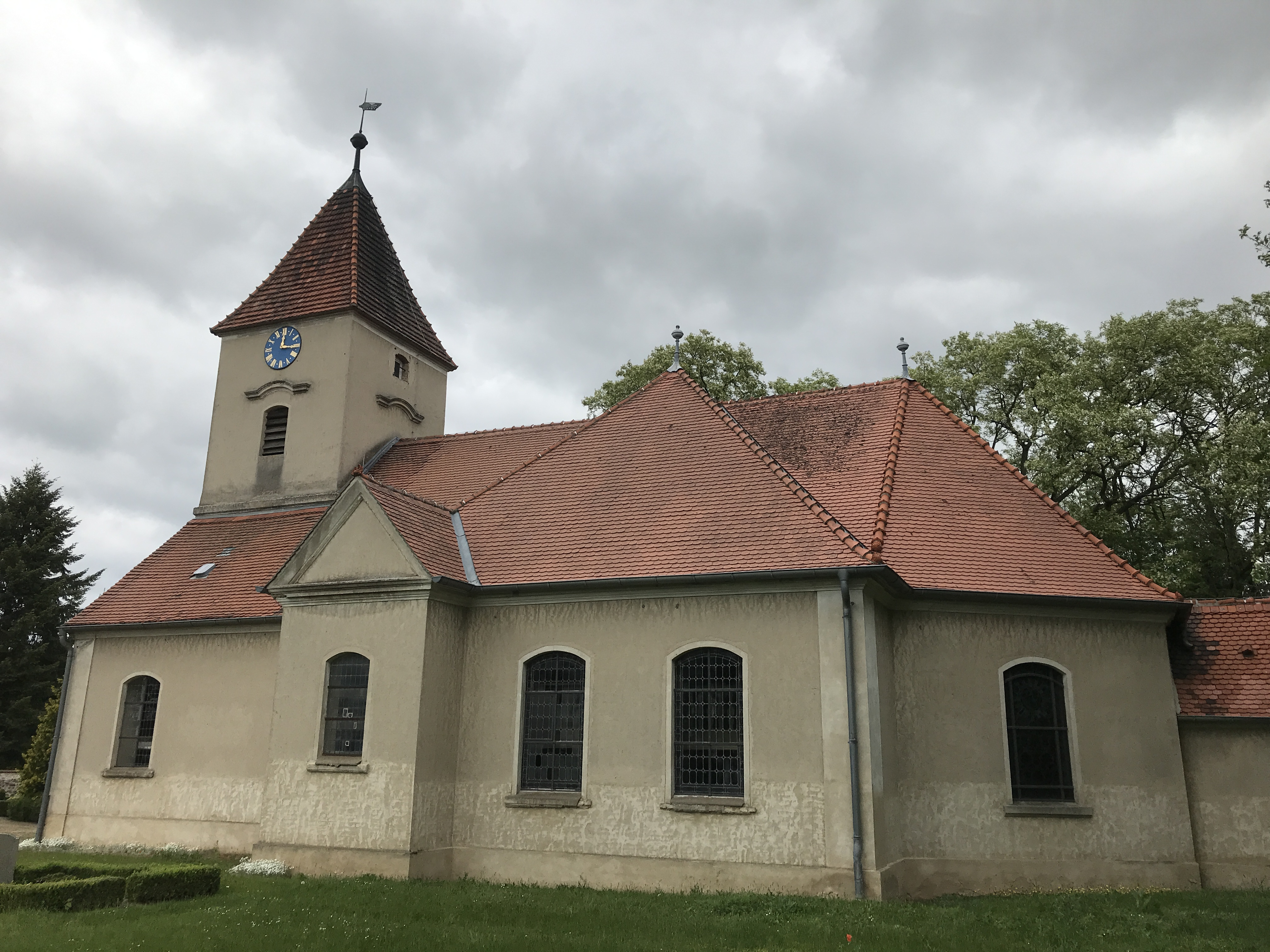
Dorfkirche Krahne

Die evangelische Dorfkirche Krahne ist eine neobarocke Saalkirche in Krahne, einem Ortsteil der Gemeinde Kloster Lehnin im Landkreis Potsdam-Mittelmark im Land Brandenburg. Die Kirchengemeinde gehört zur Kirchengemeinde Golzow-Planebruch im Kirchenkreis Mittelmark-Brandenburg der Evangelischen Kirche Berlin-Brandenburg-schlesische Oberlausitz.

## Lage
Die Krahner Hauptstraße führt von Nordwesten kommend auf den historischen Dorfkern zu. Dort zweigt sie in nordöstlicher Richtung ab. Nach einigen Metern verläuft dort die u-förmige Straße Dorfanger, an dessen südlichem Zipfel die Kirche auf einem Grundstück steht, das mit unbehauenen und nicht lagig geschichteten Feldsteinen eingefriedet ist.

## Geschichte
Ein erster Bau entstand vermutlich um 1200. Über dessen Schicksal gibt es jedoch bislang keine gesicherten Erkenntnisse. Die Jahresangabe korrespondiert jedoch mit der erstmaligen urkundlichen Erwähnung des Ortes im Jahr 1230. Die Gemeinde Kloster Lehnin gibt lediglich an, dass im April 1741 das vorhandene Bauwerk abbrannte. Die Kirchengemeinde konnte erst im Jahr 1764 mit dem Neubau beginnen, der sich bis in das Jahr 1773 zog. 1813 kam es zu einem erneuten Brand, der die Kirche beschädigte. Handwerker bauten auch diesen Sakralbau wieder auf, wenn auch in schlichteren Formen. Das Kirchenpatronat lag bei der Familie derer von Rochow. 1904 entschloss sich der damalige Patron Rittmeister Fritz von Rochow-Plessow (1858–1914)  zu einem grundlegenden Umbau. Die Arbeiten fanden unter der Leitung des deutschen Architekten Ludwig von Tiedemann statt. Er ließ das Bauwerk kreuzförmig erweitern und neu verputzen. Die Kirchenausstattung wurde ebenfalls verändert und gegen neobarocke Gegenstände ausgetauscht. Lediglich der Altar aus dem 18. Jahrhundert verblieb im Bauwerk. Nach der Wende konnte das Dach sowie die Entwässerung erneuert werden. 2001 gründete sich ein Förderverein, der sich seit diese Zeit für den Erhalt des Bauwerks einsetzt. Damit konnten im Jahr 2002 und 2003 das Dach neu eingedeckt werden, die Wände des Bauwerks trockengelegt und der Sockel neu verputzt werden. Außerdem erhielt der Innenraum einen neuen Anstrich. 2004 erfolgte die Instandsetzung des Osterlammfensters; ein Jahr später restaurierten Experten zwei weitere bleiverglaste Fenster.

## Baubeschreibung

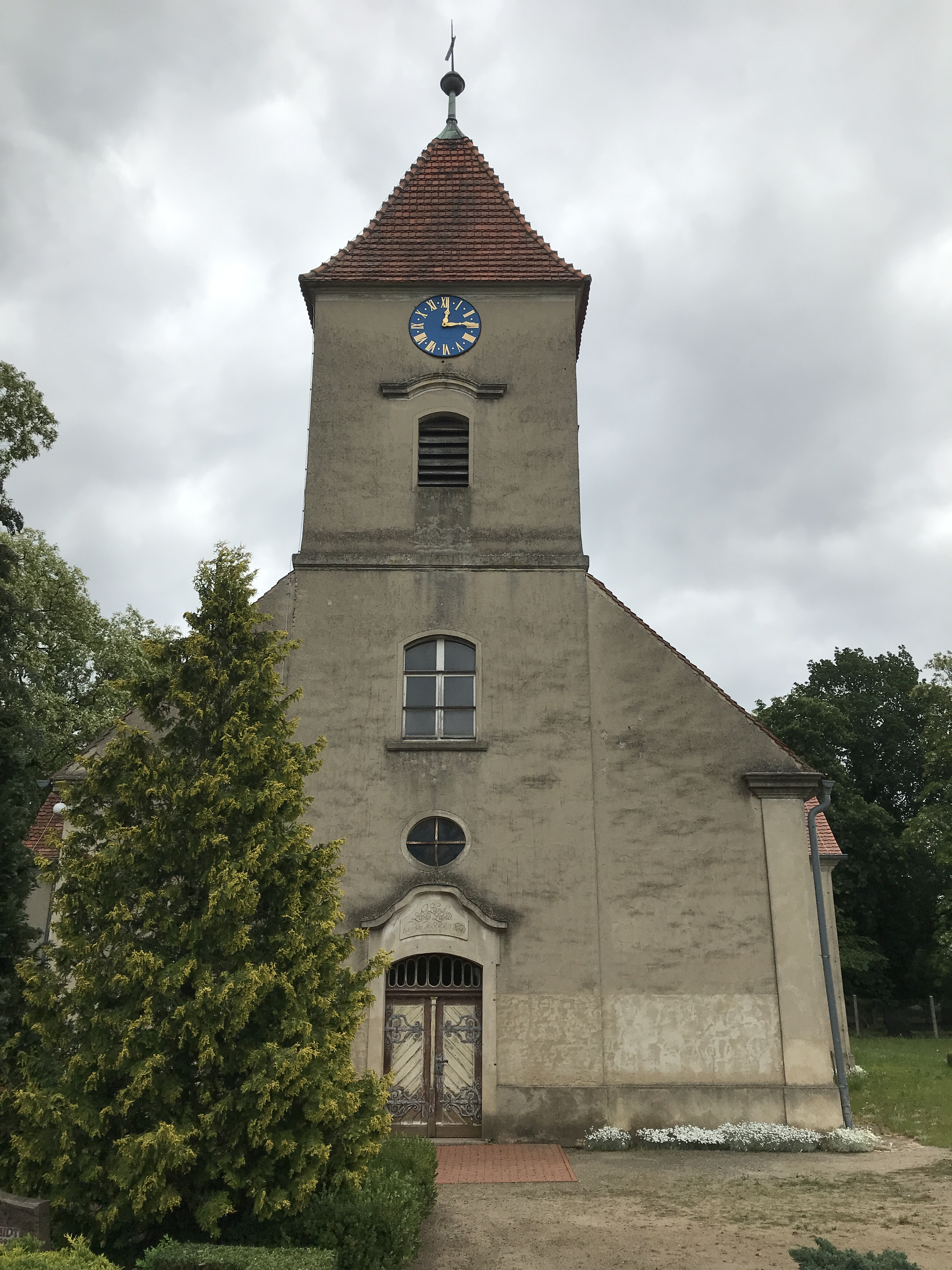
Ansicht von Westen

Das Bauwerk wurde im Wesentlichen aus Feldsteinen errichtet, die anschließend verputzt wurden. Der Chor ist polygonal und eingezogen. Daran schließt sich ein weiterer Anbau mit einem rechteckigen Grundriss an. An seiner Ostseite ist mittig ein großes, bienenkorbförmiges Fenster. Seitlich sind je ein weiteres, in seiner Ausführung identisch, wenn auch kleineres Fenster angeordnet. Das linke hiervon ist jedoch vermauert. Im Giebel ist ein kleines Ochsenauge. Die Form der Öffnungen wird durch eine hell verputzte Fasche nochmals betont; die Form des Baukörpers durch verputzte Lisenen. An der Nordseite des Anbaus ist ein bienenkorbförmiges Portal, während die Südseite fensterlos ist. An die Nordwand des Chors schließt sich eine Patronatsloge an, die bis in das Kirchenschiff ragt und das Bauwerk kreuzförmig erweitert. Sie hat einen rechteckigen Grundriss und an der Nordseite zunächst in östlicher Richtung zwei große, gedrückt-segmentbogenförmige Fenster. Im Westen ist ein kleiner Vorbau mit einem weiteren, kleineren Fenster. Die Loge kann von Westen her durch eine rundbogenförmige Pforte mit einer geschwungenen Fasche betreten werden; darüber ein weiteres Ochsenauge.
Im weiteren Bereich des Kirchenschiffs ist an der nördlichen Seite ein weiteres Fenster. An der Südseite befindet sich ein weiterer Anbau, der identisch gestaltet ist. Auch hier ist nach Westen hin ein weiteres Fenster sowie eine Pforte an der Westseite des Anbaus.
Daran schließt sich nach Westen der Kirchturm an. Er nimmt die volle Breite des Kirchenschiffs auf und kann durch eine große, doppelflügelige Pforte von Westen her betreten werden. Darüber ist ein weiteres Ochsenauge. Oberhalb ist ein schmuckloses, gedrückt-segmentbogenförmiges Fenster. An der Nord- und Südseite ist ebenfalls ein Fenster. Darüber erhebt sich die quadratische Turmhaube. An den drei zugänglichen Seiten ist je eine Klangarkade, darüber eine Turmuhr aus dem Jahr 1910 sowie eine kleine Öffnung nach Osten. Der Turm schließt mit einem Pyramidendach mit Turmkugel und Kreuz ab.

## Ausstattung
Der Altar stammt aus dem 18. Jahrhundert. In den Kreuzarmen ist eine Patronatsloge, die mit dem Wappen derer von Rochow verziert ist. Zur weiteren Kirchenausstattung gehören zwei Glasfenster, die der Kunstmaler Carl Busch im Jahr 1904 schuf. Eines der Fenster zeigt einen Pelikan als Symbol für den Tod sowie ein Osterlamm für die Auferstehung. Die Ausmalung der Kirche nahm der königliche Hofmaler Max Andre vor. Auf der Empore steht eine Orgel von Wilhelm Rühlmann. Im Turm steht ein wappengeschmücktes Epitaph, das an den 1741 verstorbenen von Roßkampf erinnert. Weitere Tafeln erinnern an die Familie von Rochow.